# Tomasz Pochwała
Tomasz Pochwała (* 7. Mai 1983 in Zakopane) ist ein ehemaliger polnischer Skispringer und Nordischer Kombinierer.

## Werdegang

### Skispringen
Tomasz Pochwała begann bereits mit elf Jahren das Skispringen bei seinem Heimatverein TS Wisła Zakopane und absolvierte sein erstes internationales Springen am 5. August 2000 im Rahmen des Sommer-Grand-Prix 2000 in Hinterzarten. Im Teamspringen erreichte er gemeinsam mit Adam Małysz, Robert Mateja und Wojciech Skupień den 9. Platz. Am 6. Januar 2001 bestritt er auf der Großschanze in Bischofshofen erstmals ein Weltcup-Springen, das er auf dem 46. Platz beendete. Bei der Nordischen Skiweltmeisterschaft 2001 im finnischen Lahti erreichte er im Teamspringen den 5. Platz. Bereits in seinem zweiten Weltcup-Springen am 23. November 2001 in Kuopio konnte er erstmals Weltcup-Punkte erreichen, nachdem er auf der Großschanze auf den 29. Platz gesprungen war. Nachdem er im Laufe der Saison noch mehrmals in die Punkteränge sprang, beendete er die Weltcup-Saison 2001/02 auf dem 53. Platz in der Gesamtwertung.
Bei den Olympischen Winterspielen 2002 in Salt Lake City erreichte er auf der Normalschanze den 40., auf der Großschanze den 43. und im Teamspringen den 6. Platz. Nach mehreren Weltcup-Springen mit sehr wechselnden Ergebnissen stand er im Kader für die Skiflug-Weltmeisterschaft 2002 in Harrachov, wo er am Ende den 31. Platz belegte. Nachdem die Saison 2002/03 nur mittelmäßig begonnen hatte, wurde Pochwała aus dem A-Nationalkader genommen und sprang ab 1. Januar 2003 im Continental Cup. Am 18. Januar sprang er nochmals im Rahmen der Nationalen Gruppe beim Weltcup-Springen in Zakopane, konnte aber nach erfolgreicher Qualifikation nur hinterste Plätze belegen.
Bei der Nordischen Skiweltmeisterschaft 2003 im italienischen Val di Fiemme kam er über den 39. Platz auf der Normalschanze nicht hinaus. So sprang er auch weiterhin im Continental Cup und wurde lediglich zu Teamspringen in den Weltcup-Kader berufen. Zwischendurch sprang er zudem im unterklassigen FIS-Cup und bei FIS-Rennen. 2006 wurde er nochmals in den A-Nationalkader berufen und sprang beim Weltcup-Springen am 21. Januar 2006 in Sapporo im ersten Springen auf den 38. und im zweiten Springen auf den 48. Platz. Es war sein bislang letzter Einsatz im Weltcup.

### Nordische Kombination
Am 10. Januar 2009 debütierte Tomasz Pochwała für den AZS AWF Katowice im Continental Cup der Nordischen Kombination und erreichte dort in der Folge mehrfach Platzierungen in den Top 20. Am 15. Februar 2009 startete er erstmals im Weltcup und war dort bis Anfang 2013 aktiv.